# Florencia en el Amazonas
Florencia en el Amazonas (dt.: Florencia auf dem Amazonas) ist eine Oper in zwei Akten von Daniel Catán (Musik) mit einem Libretto von Marcela Fuentes-Berain nach Charakteren aus Gabriel García Márquez’ Roman Die Liebe in den Zeiten der Cholera. Die Uraufführung fand am 25. Oktober 1996 im Wortham Theater Center der Houston Grand Opera statt.

## Handlung
Die Oper spielt Anfang des 20. Jahrhunderts auf dem Dampfschiff El Dorado auf der Reise von Leticia nach Manaus.

### Erster Akt
Ein Hafendock am Amazonas in Leticia
Szene 1. Im Hafen preisen verschiedene Straßenhändler ihre Waren an. Riolobo, eine mythische Gestalt des Amazonas, führt das Publikum in die Handlung ein: Zur Wiedereröffnung des Opernhauses in Manaus wird die berühmte Sängerin Florencia Grimaldi anreisen. Diese stammt aus der Gegend, hatte sie aber vor zwanzig Jahren verlassen, um ihre Gesangskarriere zu verfolgen. Niemand hier werde sie wiedererkennen, da sie auf der Bühne bei jeder Aufführung anders erscheine – geheimnisumwittert wie eine Amazone dieses Flusses. Riolobo stellt die weiteren Reisenden vor: Zur Crew der El Dorado gehört außer dem Kapitän auch dessen Neffe, der mit seinem Leben unzufriedene Arcadio. Die Journalistin Rosalba, die an einer Biografie über die Grimaldi arbeitet, hofft auf ein Interview. Paula und Alvaro wollen die Reise nutzen, um ihre kriselnde Ehe wiederzubeleben. Auch Florencia selbst reist inkognito mit. Sie springt im letzten Moment mit Hilfe Riolobos an Bord.
Szene 2. Rosalba begrüßt die von ihr unerkannte Florencia und wundert sich, dass diese kein Interesse an der berühmten Diva zeigt, die für diese Reise doch sogar einen Auftritt an der Mailänder Scala abgesagt habe. Wieder allein, erinnert sich Florencia an ihr Leben: Zwanzig Jahre zuvor hatte sie in der Heimat eine Liebesbeziehung mit dem Schmetterlingssammler Cristóbal, der ihr versprochen hatte, ewig auf ihre Rückkehr zu warten. Doch Florencia hatte sich nur noch um ihre Karriere gekümmert. Jetzt hat sie verstanden, dass Ruhm nicht alles ist. Sie hofft, Cristóbal wiederzusehen.
Szene 3. Maschinenraum. Nachmittags. Arcadio beklagt sich bei seinem Onkel über sein Leben. Er möchte sich nach dieser Fahrt eine andere Arbeit suchen. Doch der Kapitän, der seine Tätigkeit und die zuverlässige El Dorado liebt, hat kein Verständnis dafür.
Szene 4. Auf Deck. Nachmittags. Der von fremden Ländern träumende Arcadio nähert sich Rosalba, die in ihrem Notizbuch schreibt. Das Buch fällt ins Wasser, doch Arcadio kann es retten. Rosalba bedankt sich überschwänglich – das Buch enthält ihr Lebenswerk, die Grimaldi-Biografie. Arcadio erzählt ihr von seinem Traum, als Pilot durch die Welt zu reisen.
Szene 5. Auf Deck. Später am Abend. Paula und Alvaro erscheinen zum Abendessen. Als Riolobo ihnen als Spezialität ein Leguan-Gericht anpreist, ist Paula angewidert. Alvaro bestellt es dennoch für sie beide. Es kommt zum Streit, der damit endet, dass beide zornig ihren Ehering in eine Champagnerflasche werfen, die kurz darauf von Bord fällt. Riolobo weist sie darauf hin, dass keine Möglichkeit bestehe, die Flasche wiederzubekommen.
Orchesterzwischenspiel
Szene 6. Auf Deck. Der nächste Morgen. Florencia begrüßt den Kapitän am Steuerrad. Er erzählt ihr von einem jungen Schmetterlingsjäger, dem er vor langer Zeit im Amazonas begegnet sei. Dieser habe sich in eine schöne Frau verliebt, die einst auf diesem Schiff mitgereist sei – die nun berühmte Grimaldi. Cristóbal dagegen sei nach ihrer Abreise in den Dschungel gegangen. Seitdem habe man nichts mehr von ihm gehört. Florencia erleidet einen Schwächeanfall und zieht sich, nachdem der Kapitän sie mit Riechsalz wieder zur Besinnung gebracht hat, in ihre Kajüte zurück.
Szene 7. Auf Deck. Mittlerer Nachmittag. Rosalba, Arcadio, Paula und Alvaro spielen Karten. Dabei vergrößern sich die Spannungen zwischen Paula und Alvaro. Rosalba und Arcadio dagegen kommen sich näher. Jede gezogene Spielkarte scheint ihre Gefühle zu bestätigen.
Szene 8. Auf Deck. Nachmittag. Der Kapitän steuert das Schiff, als ein Sturm aufzieht und kirschfarbene Wassertropfen auf seine weiße Uniform fallen. Rosalba bemerkt, dass das Schiff an Fahrt verliert. Der Kapitän bittet sie, Riolobo und Arcadio zu holen. Paula und Alvaro leiden unter Seekrankheit. Florencia erscheint ebenfalls an Deck, wo sie trotz der Warnungen des Kapitäns bleibt. Das Schiff hat sich zwischen Baumstämmen verkeilt. Alvaro gelingt es, die Stämme beiseitezuschieben. Doch als sich das Schiff ruckhaft dreht, fällt er über Bord. Ein Blitz trifft das Schiff, und der Kapitän verliert das Bewusstsein.
Szene 9. Riolobo erscheint mit großen Flügeln auf dem Fluss und fleht die Amazonen um Mitleid an. Er halluziniert davon, wie der Amazonas von Schlangen aus dem Land gegraben wurde. Ein unsichtbarer Chor stimmt in seine Rufe ein.
Szene 10. Arcadio übernimmt das Steuer und beruhigt die Reisenden. Das Schiff läuft dennoch auf Grund.

### Zweiter Akt
Szene 11. Florencias Kajüte. Nacht. Das Schiff liegt gestrandet am Flussufer, bedeckt von einem großen Moskitonetz. Nachdem sie den Sturm überlebt hat, fragt Florencia sich, ob Cristóbal ebenfalls noch am Leben sein könnte. Sie ist nur zurückgekommen, um für ihn zu singen. In einer Gefühlswallung zerbricht sie einen Spiegel und schneidet ihre Hand an den Splittern. Sie schwört sich, lebenslang nach Cristóbal zu suchen.
Szene 12. Auf Deck. Morgengrauen. Auf entgegengesetzten Seiten des Schiffs suchen Rosalba und Arcadio einander. Als sie sich finden, entdecken sie ihre starke gegenseitige Liebe, fürchten sich aber, dass ihre Leidenschaft irgendwann in Hass umschlagen könnte. Das wollen sie nicht riskieren.
Szene 13. Die Flussbank. Morgens. Paula beklagt den Verlust Alvaros. Sie weiß jetzt, dass sie ihre zornigen Worte nicht aus fehlender Liebe gesprochen hatte, sondern aus Stolz.
Szene 14. Orchesterzwischenspiel.
Szene 15. Auf Deck. Tag. Nachdem das Schiff wieder freigekommen ist, dankt Riolobo den Amazonen des Flusses für ihre Rettung. Der Kapitän bemerkt, dass sein Neffe an Liebeskummer leidet. Er gibt ihm ein Amulett, das Riolobo als Engelsflügel erkennt. Als Paula den Verlust Alvaros melden will, erscheint dieser plötzlich an Bord. Er versichert, tatsächlich gestorben zu sein – doch Paulas Stimme habe ihn ins Leben zurückgerufen. Rosalba findet ihr Notizbuch auf dem Boden. Leider sind nur noch wenige Seiten in lesbarem Zustand. Ihr Lebenswerk ist verloren.
Orchesterzwischenspiel.
Szene 16. Auf Deck. Mittag. Florencia versucht, Rosalba zu trösten. Sie erfährt, dass Rosalba viele Einzelheiten ihrer Biografie lediglich erfunden hatte. Beispielsweise hatte Rosalba geglaubt, dass die Diva frei von Liebesgefühlen gewesen sei. Sie ist überrascht, als Florencia ihr das Gegenteil versichert. Die Liebe sei sogar der Ausgangspunkt ihrer Stimme gewesen. Schließlich gibt sie sich Rosalba zu erkennen. Die beiden umarmen sich. Da meldet der Kapitän, dass sie Manaus erreichen.
Orchesterzwischenspiel.
Szene 17. Auf Deck. Nachmittag.  Arcadio und Rosalba wollen versuchen, gemeinsam frei zu sein. Auch Paula und Alvaro erinnern sich wieder an die Anfänge ihrer Liebe. Florencia freut sich darauf, endlich in Manaus ihr wahres Liebeslied singen zu können. Doch da berichtet Riolobo, das in Manaus die Cholera ausgebrochen sei. Auf dem Fluss treiben bereits die Särge der Opfer. Florencia zieht sich entsetzt in ihre Kabine zurück, kommt aber bald wieder. Sie singt ihre letzte Arie für Cristóbal nun nicht im Opernhaus, sondern an Bord der El Dorado. Sie weiß, dass er sie hören kann, denn ihre Stimme steigt auf wie ein Vogel.

## Gestaltung

### Instrumentation
Die Orchesterbesetzung der Oper enthält die folgenden Instrumente:
- Holzbläser: zwei Flöten (1 auch Piccolo), zwei Oboen, zwei Klarinetten in B, Bassklarinette, zwei Fagotte (1 auch Kontrafagott)
- Blechbläser: drei Hörner in F, zwei Trompeten in C, zwei Posaunen, Tuba
- Pauken, Marimba, Schlagzeug (drei Spieler): Steel Pan, Djembé, Große Trommel, Kleine Trommel, hängendes Becken, Becken, Gong, Röhrenglocken, Windmaschine
- Harfe
- Klavier
- Streicher: vier Violinen 1, vier Violinen 2, vier Bratschen, vier Violoncelli, drei Kontrabässe

### Musik
Die Partitur der Oper wird in ihrem üppigen und reichen Stil häufig mit den Werken Giacomo Puccinis verglichen. Catán entwickelt lange Vokallinien, um emotionale Spannung aufzubauen und zu erhalten. Kadenzen und Ruhepausen erinnern gleichermaßen an die Reise des Schiffs und die Entwicklung der Charaktere.
Der Gesangsstil ist durchweg melodisch gehalten. Arien und Orchesterzwischenspiele verbinden sich nahtlos mit den ariosen Teilen. Wiederkehrende Ostinatos und wellenartige Motive erinnern an die Bewegung des Flusses. Die Gewalt des Flusses und der ihn bevölkernden (zum Teil magischen) Wesen wird durch große Orchesterausbrüche dargestellt. Das Marimba gibt dem Orchester eine typische „magische“ Klangfarbe.

### Libretto
Das Libretto der Oper verwendet Motive aus Gabriel García Márquez’ Roman Die Liebe in den Zeiten der Cholera und anderer seiner Werke. Márquez hatte bereits die Uraufführung von La hija de Rappaccini besucht und mit Catán eine Zusammenarbeit für seine nächste Oper vereinbart. Als Librettistin schlug Márquez die Drehbuchautorin Marcela Fuentes-Berain vor, die bereits für einige ihrer Arbeiten Motive aus seinen Werken genutzt hatte. Márquez’ Arbeiten sind von einer Mischung aus realistischen und übernatürlichen oder magischen Elementen bestimmt. Für letztere steht in der Oper die Gestalt des Riolobo, der zum einen als mythische Gestalt mit den Flussgeistern kommuniziert und sich zum anderen als Erzähler direkt an das Publikum wendet und Details erläutert. Auf Die Liebe in den Zeiten der Cholera gehen vor allem die Liebesgeschichte Florencias und die zeitliche Einordnung am Anfang des 20. Jahrhunderts zurück. Weitere Themen erinnern an Hundert Jahre Einsamkeit. Die Gestalt des Riolobo erinnert an die Kurzgeschichte Ein sehr alter Mann mit großen Flügeln. Nachdem Márquez das fertige Libretto gelesen hatte, lobte er die Autorin für ihre Ideen und die Imitation seines eigenen Stils.

## Werkgeschichte
Daniel Catáns Vorgängeroper La hija de Rappaccini war 1991 im Palacio de Bellas Artes in Mexiko-Stadt uraufgeführt und 1994 in San Diego mit überwältigendem Erfolg nachgespielt worden. Daher erhielt er von der Houston Grand Opera, der Seattle Opera und der Los Angeles Music Center Opera schnell einen gemeinschaftlichen Folgeauftrag für Florencia en el Amazonas. Es war die erste spanischsprachige Oper, die von einem der größeren US-Opernhäuser in Auftrag gegeben wurde.
Bei der Uraufführung am 25. Oktober 1996 im Wortham Theater Center der Houston Grand Opera sangen Frank Hernandez (Florencia Grimaldi), Yvonne Gonzales (Rosalba), Suzanna Guzmán (Paula), Hector Vasques (Arcadio), Gabor Andrasy (Alvaro), Sheri Greenawald (Riolobo) und Greg Fedderly (Captain). Das Orchester der Houston Grand Opera wurde geleitet von Vjekoslav Šutej. Regie führte Francesca Zambello. Das Bühnenbild stammte von Robert Israel. Die Produktion mit ihrer „Mischung aus sensualistischer Nostalgie und lokalkoloristischem Trommel- und Marimbaphongrund für den Flussgeist Riolobo“ wurde vom Publikum begeistert aufgenommen.
Es folgten viele weitere Produktionen in den USA (bis 2017: New York, East Lansing, Maryland, Chautauqua, Tempe, Denver, Urbana, Salt Lake City, Boston, Washington, Los Angeles, Nashville, Phoenix, Tucson, Bloomington, Winston-Salem und Madison) und Mexiko. Die deutsche Erstaufführung fand im April 2006 im Theater Heidelberg in einer Inszenierung von Michael Beyer unter der musikalischen Leitung von Noam Zur statt. Das Theater St. Gallen zeigte die Oper 2021 in einer Inszenierung von Krystian Lada. Die Metropolitan Opera New York nahm sie 2023 ins Programm. Inszenierung, Bühne, Kostüme und Marionetten stammten von Mary Zimmerman.
2003 stellte der Komponist eine Orchestersuite aus dem Werk zusammen:
1. On the Pier
2. Arcadio
3. The Storm
4. Sunrise
5. Paula
6. Florencia’s Farewell

## Aufnahmen
- 2002 – Patrick Summers (Dirigent), Orchester und Chor der Houston Grand Opera.
 Patricia Schuman (Florencia Grimaldi), Ana Maria Martinez (Rosalba), Suzanna Guzmán (Paula), Chad Shelton (Arcadio), Hector Vasquez (Alvaro), Mark S Doss (Riolobo), Oren Gradus (Kapitän).
 Live aus der Houston Grand Opera.
 Albany TROY531-32 (2 CD).[9]
- Oktober 2016 – David Neely (Dirigent), Candace Evans (Inszenierung), Mark Frederic Smith (Bühne), Linda Pisano (Kostüme).
 Sänger der Jacobs School of Music.
 Video; live aus dem Indiana University Opera Theater.
 Internet-Stream.[10]
- 9. Dezember 2023 – Yannick Nézet-Séguin (Dirigent), Mary Zimmerman (Inszenierung).
 Ailyn Pérez (Florencia Grimaldi), Gabriella Reyes (Rosalba), Nancy Fabiola Herrera (Paula), Mario Chang (Arcadio), Michael Chioldi (Alvaro), Mattia Olivieri (Riolobo), Greer Grimsley (Kapitän).
 Video; live aus der Metropolitan Opera New York.
 Videostream bei Met Opera on Demand.[6]